# Lake Āniwhenua
Der Lake Āniwhenua ist ein Stausee im Whakatāne District auf der Nordinsel von Neuseeland.

## Geographie
Der See liegt im Mittellauf des Rangitaiki River in den Galatea Plains und damit westlich des Te Urewera. Südlich des Sees liegt die Ortschaft Murupara und nördlich davon der Lake Matahina. Mit einer mittleren Tiefe von 2,5 Metern ist der See für einen Stausee recht seicht. Tiefere Stellen gibt es im Bereich des überstauten ehemaligen Flussbettes.

## Nutzung
An dem Ostufer des Sees wird Farmwirtschaft betrieben und die Westufer sind mit Buschwerk bewachsen. An beiden Enden kann der See über Brücken überquert werden. In dem See kann nach Bach- und Regenbogenforelle geangelt werden.